# Aprostocetus socialis
Aprostocetus socialis is een vliesvleugelig insect uit de familie Eulophidae. De wetenschappelijke naam is voor het eerst geldig gepubliceerd in 1911 door Kieffer & Herbst.